# جعفر بزرگی
جعفر بزرگی (۱۳ اردیبهشت ۱۲۹۶ – ۵ مرداد ۱۳۸۵) خواننده و هنرپیشه سینما رادیو و تلویزیون ایران بود. وی، برادر قدرت‌الله بزرگی کارگردان سینماست. آنها در سال ۱۳۳۰ کارخانه تولیدی صنعتی بی‌ام گاز را تأسیس نمودند.

## زندگی
تحصیلات ابتدایی و متوسطه را در دبستان هدایت و دارالفنون گذراند. سینما سبب علاقه‌مندی وی به هنر شد. با گوش‌کردن به صفحات مختلف گرامافونی که پدر او برای او خریده بود به استعداد درونی که همان صدای خوشش بود، پی برد. در سینما سپه فعالیت هنری تئاتری و سینمایی خود را ادامه داد و با افتتاح رادیو ژاندارمری و رادیو شهربانی با حسین شهبازیان، فعالیت هنری خود را در این مراکز ادامه داد. بزرگی کنسرت‌هائی هم به همراهی حسینعلی وزیری‌تبار و یوسفی در تئاتر تهران اجراء کرد و صفحاتی از خود باقی گذاشت. با افتتاح رادیو اصفهان، برای فعالیت در آن رادیو به اصفهان رفت.
این پیشکسوت که در برنامه‌های کودک و نوجوان در قالب ترکیبی و نمایشی شبکه‌های سراسری و جام جم نیز فعال بود و اول تیر ماه ۱۳۸۵ با حضور در برنامهٔ رنگین‌کمان شبکهٔ تهران از خاطرات خود در برنامه‌های کودک سخن گفت.
جعفر بزرگی موسس و بنیانگذار کارخانه تولیدی و صنعتی بی‌ام اولین سازنده اجاق گاز و تجهیزات آشپزخانه‌های صنعتی در ایران بود.

## درگذشت
جعفر بزرگی در تاریخ ۵ مرداد ۱۳۸۵ در ۸۹ سالگی
به دلیل عارضه قلبی و کهولت سن درگذشت. پیکر او در ۶ مرداد ۱۳۸۵ در قطعه هنرمندان بهشت زهرا به خاک سپرده شد.

## فیلم‌شناسی

### سینمایی
- کوچولوی خوش‌شانس (۱۳۸۳)
- سگ‌کشی (۱۳۷۹)
- شور عشق (۱۳۷۹)
- آسمان پرستاره (۱۳۷۸)
- سهراب (۱۳۷۸)
- درخت گلابی (۱۳۷۶)
- سفر شبانه (۱۳۷۶)
- ماه و خورشید (۱۳۷۴)
- پرتگاه (۱۳۷۲)
- خسوف (۱۳۷۱)
- دیگه چه خبر؟! (۱۳۷۰)
- مدرسه پیرمردها (۱۳۷۰)
- افسانه آه (۱۳۶۹)
- بچه‌های طلاق (۱۳۶۸)

### تلویزیون
- رانت‌خوار کوچک (۱۳۸۲)
- زیر آسمان شهر (۱۳۸۰) بازیگر میهمان
- چراغ جادو (۱۳۷۹)
- کیف انگلیسی (۱۳۷۸)
- در قلب من (۱۳۷۷)
- پزشکان (۱۳۷۷)
- آژانس دوستی (۱۳۷۷)
- پهلوانان نمی‌میرند (۱۳۷۶)
- کهنه‌سوار (۱۳۷۶)
- نوعی دیگر (۱۳۷۵)
- پدرسالار (۱۳۷۴)
- این خانه دور است (۱۳۷۴)
- همسران (۱۳۷۳)، بازیگر مهمان
- خانه من کجاست؟ (۱۳۷۱)